# Anita Harag
Anita Harag (geboren 1988 in Budapest) ist eine ungarische Schriftstellerin.

## Leben
Anita Harag studierte ab 2007 Ungarisch, Philosophie und Indologie an der Universität Pécs und der Eötvös-Loránd-Universität in Budapest. Sie veröffentlichte 2019 einen Band mit Erzählungen. Harag wurde in Ungarn mehrfach mit Stipendien und Literaturpreisen gefördert, 2020 hielt sie sich beim Literarischen Colloquium (LCB) in Berlin auf. 

## Werke (Auswahl)
- Évszakhoz képest hűvösebb. Novellák. Budapest: Magvető Könyvkiadó, 2019
  - Es ist zu kühl für diese Jahreszeit : Storys. Übersetzung Tímea Tankó. Frankfurt am Main : Schöffling, 2022